# Elaeocarpus cupreus
Elaeocarpus cupreus är en tvåhjärtbladig växtart som beskrevs av Merrill. Elaeocarpus cupreus ingår i släktet Elaeocarpus och familjen Elaeocarpaceae. Inga underarter finns listade i Catalogue of Life.